# GhostBSD
GhostBSD è un sistema operativo Unix-like basato su FreeBSD, con MATE come ambiente desktop predefinito o alternativamente XFCE. Ha lo scopo di essere facile da installare, pronto all'uso e facile da usare. L'obiettivo del progetto è quello di coniugare la sicurezza, la privacy, la stabilità, l'usabilità, l'apertura, la libertà, oltre a essere gratuito.
La prima versione è stata distribuita nel marzo 2010 e si basava su FreeBSD 8 con Gnome 2 solo in modalità Live CD.
Chiunque può contribuire al progetto dai vari canali di comunicazione. Dalla pagina ufficiale del S.O. (in inglese) si troveranno i mezzi di comunicazione con cui interagire con i leader del progetto tramite forum, github, Telegram, Matrix, IRC, Reddit, Twitter.

## Storia
GhostBSD è stato sviluppato inizialmente su base FreeBSD. Con la 18.10, distribuita a maggio 2018, è stata pubblicata la prima versione basata su TrueOS e contestualmente annunciato che le future versioni del sistema operativo sarebbero state basate questo sistema operativo. A seguito della cessazione del progetto TrueOS avvenuta nel 2020, GhostBSD è tornato a basarsi su FreeBSD.

## Licenza
GhostBSD era originariamente distribuito sotto la licenza BSD a 3 clausole. Nel 2014, Eric Turgeon, apportò un cambio di licenza che vide il passaggio a una licenza a 2 clausole. GhostBSD contiene alcuni software distribuiti sotto licenza GPL.

### Versioni basate su FreeBSD (1.0 - 11.1)
| Versione GhostBSD | Data rilascio     | Versione FreeBSD | Ambiente Desktop     | Aggiornamenti |
| ----------------- | ----------------- | ---------------- | -------------------- | --- |
| 1.0               | Marzo 2010        | 8.0              | GNOME 2.28           | Prima release ufficiale |
| 1.5               | ?                 | 8.1              | GNOME 2.30           | Introdotto supporto a Compiz. (Questa versione è stata distribuita con il numero di gennaio 2011 della rivista tedesca freeX che conteneva anche un articolo sul nuovo sistema operativo.) |
| 2.0               | 13 marzo 2011     | 8.2              | ?                    | Miglioramenti a GDM. |
| 2.5               | 24 gennaio 2012   | 9.0              | ?                    | Possibilità di scelta tra l'ambiente GNOME o LXDE |
| 3.0               | 10 marzo 2013     | 9.1              | ?                    | Ultima versione con l'ambiente desktop GNOME 2 |
| 3.1               | June 28, 2013     | ?                | ?                    | Release che principalmente correggeva i bug riscontrati |
| 3.5               | 7 novembre 2013   | ?                | MATE 1.6 e Xfce 4.10 | LibreOffice sostituito da Apache OpenOffice 4. |
| 4.0               | 4 ottobre 2014    | 10.0             | ?                    | Varie funzionalità aggiunte |
| 10.1              | 13 settembre 2015 | 10.1             | ?                    | Aggiunta software |
| 10.3              | 31 agosto 2016    | 10.3             | ?                    | Introdotto supporto a ZFS e UEFI... |
| 11.1              | 16 novembre 2017  | 11.1             | MATE 1.18 Xfce 4.12  | Rimosso il supporto per i386 dai repository software di GhostBSD. WhiskerMenu diventa il menu predefinito per (Xfce)                                                                       |

### Versioni basate su TrueOS (18.10 - 21.01.20)
Dalla versione 18.10 alla 21.01.20 il progetto GhostBSD si basa su TrueOS anziché su FreeBSD. Di seguito le versioni rilasciate e basate su TrueOS.
| Versione GhostBSD | Data rilascio     | Ambiente Desktop   | Aggiornamenti                        |
| ----------------- | ----------------- | ------------------ | ------------------------------------ |
| 18.10             | 1º novembre 2018  | MATE 1.20          | Prima release basata su TrueOS       |
| 19.04             | 13 aprile 2019    | MATE 1.22 and XFCE |                                      |
| 19.09             | 16 settembre 2019 | MATE and Xfce      | Passaggio da TrueOS CURRENT a STABLE |
| 19.10             | 26 ottobre 2019   | MATE and Xfce      |                                      |
| 20.01             | 22 gennaio 2020   | MATE and Xfce      |                                      |
| 20.03             | 31 marzo 2020     | MATE and Xfce      |                                      |
| 20.04             | 10 agosto 2020    | MATE 1.24 and Xfce |                                      |
| 21.01.20          | 23 gennaio 2021   |                    |                                      |

### Versioni basate su FreeBSD  (21.04.27 - attuale)
A partire dalla versione 21.04.27, GhostBSD, è tornata a basarsi su FreeBSD.
| Versione GhostBSD | Data rilascio    | Versione FreeBSD | Ambiente Desktop                                             | Aggiornamenti |
| ----------------- | ---------------- | ---------------- | ------------------------------------------------------------ | ------------- |
| 21.04.27          | 29 aprile 2021   |                  | GhostBSD è tornata a basarsi su FreeBSD versione 13.0-STABLE |               |
| 21.5.11           | 11 maggio 2021   |                  |                                                              |               |
| 21.09.06          | 7 settembre 2021 |                  | Passaggio da OpenRC a FreeBSD rc.d                           |               |
| 21.09.08          | 9 settembre 2021 |                  |                                                              |               |
| 22.06.15          | 18 giugno 2022   |                  |                                                              |               |
| 22.06.18          | 20 giugno 2022   |                  |                                                              |               |
| 23.06.01          | 5 giugno 2023    |                  |                                                              |               |
| 23.10.01          | 28 ottobre 2023  | MATE 1.26.0      |                                                              |               |
| 24.01.01          | 13 febbraio 2024 |                  | Basata su FreeBSD 14.0-STABLE                                |               |
| 24.04.1           | 20 maggio 2024   | MATE 1.28.1      |                                                              |               |

## Requisiti di sistema minimi
- CPU Intel o AMD a 64-bit
- 4GB di RAM
- 15 GB di spazio libero su hard disk
- scheda di rete